# South Australia
South Australia (dansk: Sydaustralien) er en delstat i den sydlige del af Australien. Den dækker nogle af de mest tørre dele af landet. Med et areal på næsten 1 mio. km2 er delstaten den fjerdestørste af Australiens seks delstater og to territorier. Den har en befolkning på 1,8 millioner, det mindste efter Tasmanien af de australske delstater. Størstedelen, 77 %, bor i eller omkring hovedstaden Adelaide. Andre byer i delstaten er relativt små og ligger primært i frugtbare områder langs den sydøstlige kyst eller langs floden Murray. Den næststørste by er Mount Gambier med 33.000 indbyggere.
South Australia deler grænser med alle de øvrige delstater på fastlandet. Mod vest grænser delstaten til Western Australia, mod nord til Northern Territory, mod nordøst til Queensland, mod øst til New South Wales og mod sydøst til Victoria. Mod syd ligger den Australske Bugt og det Indiske Ocean (eller Sydhavet alt efter hvilken definition man bruger).
South Australia er den eneste delstat i Australien, der ikke har en fortid som britisk straffekoloni. Den blev grundlagt for frie bosættere i 1836.
Som resten af kontinentet har området en lang historie med aboriginere fra forskellige stammer og sproggrupper.

## Historie

### De første mennesker
Mitokondriel DNA-analyse viser at aboriginske folk nåede til South Australia for 45.000-49.000 år siden. Fra det nordlige Australien var de vandret langs kysten både østover og vestover før de mødtes igen i det sydlige Australien. De ældste arkæologiske spor af mennesker i South Australia er fundet ved Warratui i den nordlige del af Flinders Ranges. Det er et klippely, som man anslår er taget i brug for 49.000 år siden, hvilket stemmer overens med DNA-analysen. Stedet indeholder også spor af australsk megafauna, som forsvandt på omtrent samme tid, som mennesket kom til Australien. Der er flere arkæologiske spor rundt omkring i South Australia, som bevidner menneskets tilstedeværelse. Allen's Cave på Nullarbor Plain har været brugt i 40.000 år, og ved Murray River har man fundet muslingeskaller i en køkkenmødding, som anslås at være 29.000 år gamle. I grotten Koonalda Cave på Nullarbor Plain, der ligger tæt på kysten, er der fundet hulemalerier og tegn på flintudvinding, som er 20.000 år gamle. Øen Kangaroo Island var beboet længe før den blev afskåret fra fastlandet af et stigende havniveau for omkring 10.000 år siden. En lille gruppe aboriginere blev boende på øen, men uddøde for 2-4.000 år siden.

### Kolonialisering
Den ældste beretning om europæere, som nåede South Australias kyst, er om den nederlandske kaptajn François Thijssen, som i 1627 med skibet Gulden Zeepaert kortlagde en del af kystlinjen så langt mod øst som Nuyts Archipelaget. Thijssen navngav hele landet øst for Cape Leeuvin "Nuyts Land" efter en højtstående passager, Pieter Nuyts, der senere samme år blev udnævnt til guvernør af Formosa, der dengang var en nederlandsk koloni.
Hele South Australias kystlinje blev første gang kortlagt af englænderen Matthew Flinders og franskmanden Nicolas Baudin i 1802, bortset fra vigen Port Adelaide River, som først blev opdaget i 1831 af kaptajn Collet Barker og senere kortlagt i 1836–37 af oberst William Light, der var leder af South Australias kolonikommissions første ekspedition og også koloniens første officielle landinspektør.
Det land, som i dag udgør delstaten South Australia, blev erklæret britisk i 1788 som en del af kolonien New South Wales. Selv om den nye koloni omfattede næsten ⅔ af det australske kontinent, lå alle de tidlige bosættelser på østkysten, og kun få eventyrere kom så langt mod øst. Der gik mere end 40 år før de første seriøse forslag blev fremlagt om nye bosættelser i den sydvestlige del af New South Wales.
15. august 1834 vedtog det britiske parlament loven South Australia Act 1834, som gav kongen beføjelse til at oprette en ny koloni i det sydlige Australien. Loven fastlagde grænserne for den nye koloni, som skulle ligge mellem 132° og 141° øst og fra 26° syd og ned til den sydlige kyst. Det blev også bestemt, at kolonien ikke skulle have straffefanger. Den nye koloni fik navnet Province of South Australia. En kommission, Colonization Commissioners for South Australia, fik ansvaret for oprettelsen af kolonien. Et privat firma, South Australian Company, der ønskede at udnytte de kommercielle muligheder i den nye koloni, blev også oprettet efter loven blev vedtaget.
I modsætning til resten af Australien gjaldt terra nullius ikke for den nye koloni. Kongebrevet, som blev udstedt på baggrund af South Australia Act 1834, forudsatte, at de indfødtes rettigheder til land, de boede i eller brugte, skulle respekteres. Dette forbehold blev dog ignoreret af South Australian Company og squatters (illegale bosættere), og den europæiske bosættelse i South Australia skabte mange konflikter og dødsfald - primært hos aboriginerne.
Før bosættelsen i den nye koloni kunne begynde, skulle landet kortlægges og opmåles. Colonization Commissioners for South Australia udnævnte William Light som leder af den 'første ekspedition' til at undersøge den 2.400 kilometer lange kyststrækning og udvælge det bedste sted for en bosættelser. Derefter skulle han opmåle stedet og opdele det i sektioner på én acre og det omliggende land i sektioner på 134 acres.
South Australian Company var ivrige efter at etablere hval- og sælfangst i kolonien og fik tilladelse til at sende skibe til South Australia før kommissionens opmåling af kolonien. Kompagniet sendte syv skibe med 636 mennesker til kolonien som midlertidigt bosatte sig ved Kingscote på Kangaroo Island, indtil William Light havde valgt stedet for den nye bosættelse. Stedet blev, hvor Adelaide ligger i dag. De første bosættere ankom til Holdfast Bay (nær den nuværende Adelaide-forstad Glenelg) i november 1836.
Den nye koloniregering blev proklameret 28. december 1836, i dag kendt som Proclamation Day. Den første guvernør var kontreadmiral i Royal Navy John Hindmarsh som allerede i 1838 blev afløst af George Gawler.
South Australia er den eneste delstat i Australien, som ikke har modtaget britiske straffefanger. En anden fri bosættelse, Swan River-kolonien i det vestlige Australien, blev grundlagt i 1829, men Western Australia blev i 1849 omdannet til en straffekoloni. Selvom lovgivningen i South Australia forbød transport af fanger til kolonien, var der en del frigivne og undslupne fanger, som selv tog til kolonien, både før og efter 1836, og de kan have udgjort 1–2 % af den tidlige befolkning.
Planen for kolonien var, at den skulle være et reformeksperiment, som skulle finde løsninger på nogle af de problemer, man så i det britiske samfund. Der skulle være religionsfrihed og ingen statsreligion. Salg af land til bosættere finansierede en emigrationsfond, som kunne betale for unge fattige britiske arbejderes rejse til South Australia. I begyndelsen af 1838 blev de første bosættere bekymrede over rapporter om, at undslupne straffefanger fra østkysten var på vej til South Australia. Det førte til oprettelsen af South Australia Police i april 1838, som skulle beskytte bosættelsen og håndhæve loven. Politiet stod også for et midlertidigt fængsel, en hytte med to rum.
Koloniens første år var svære med dårlig økonomi, jordspekulation og en svag administration. I 1841 greb den britiske regering ind og indsatte en ny guvernør. I 1842 blev kontrollen med South Australia forstærket, da kolonien blev en kronkoloni.
John McDouall Stuart gennemførte i 1861-62 en succesfuld ekspedition fra Adelaide til nordkysten af Australien og tilbage igen. Han opdagede 200.000 km2 græsland vest for Lake Torrens og Lake Eyre. Hans ekspedition kortlagde den rute, som senere blev brugt til Australian Overland Telegraph Line. I 1863 blev den del af New South Wales, som lå nord for South Australia annekteret til South Australia. Området blev oprindeligt kaldt "Northern Territory of South Australia", men blev hurtigt forkortet til Northern Territory. Northern Territory blev overdraget til den føderale regering i 1911 og blev et separat territorium.

### Det 20. århundrede
I 1900 bidrog South Australia til den internationale koalition, der forsvarede udlændinge under bokseropstanden i Kina med krigsskibet HMAS Protector.
1. januar 1901 proklamerede dronning Victoria oprettelsen af den australske konføderation. South Australia var herefter ikke længere en selvstyrende koloni men en australsk delstat.
South Australias nuværende flag blev taget i brug 13. januar 1904 og er det britiske Blue Ensign med South Australias emblem. Emblemet er en hvidrygget variant af den australske fløjtefugl med udstrakte vinger på en gul skive. Det menes at være designet af Robert Craig fra Adelaides School of Design.
I 1906 åbnede South Australias første uranmine ved Radium Hill. I 1910 var regeringen under John Verran verdens første arbejderregering.
28.000 fra South Australia deltog som frivillige i den australske indsats under 1. verdenskrig. Efter krigen oplevede Adelaide et økonomisk opsving, men den endte med en ny tørkeperiode og depressionen i 1930'erne. Folketællingen i 1933 viste en befolkning på 580.949, hvilket betød, at væksten i South Australia havde være mindre end i de andre australske kolonier.
Efter 2.verdenskrig blev der anlagt en raketaffyringsbase i Woomera i 1947 som led i et samarbejde mellem Storbritannien og Australien. På det tidspunkt var det én af kun fire raketaffyringsbaser i hele verden. Basen blev hyppigt brugt i 1950'erne og Woomera spillede en vigtig rolle i udviklingen af rumteknologi. Med amerikansk hjælp blev Wresat 1, Australiens første satellit, opsendt fra Woomera i november 1967 efter et samarbejde mellem Woomeras Weapons Research Establishment og University of Adelaide. Australien blev hermed det 4. land som sendte en satellit op fra dets eget territorium og opsendelsen var en milepæl for australsk videnskab.
Raketaffyringerne stoppede stort set i starten af 1970'erne, men nogen aktivitet inden for rumforskning fortsatte til det 21. århundrede. Basen hører nu under Royal Australian Air Force.
University of Adelaide har en lang historie for international anerkendt forskning og med fem nobelpristagere har tilknytning til universitetet: William Henry Bragg (fysik 1915), William Lawrence Bragg (fysik 1915), Howard Walter Florey (medicin 1945), J. M. Coetzee (litteratur 2003) og Robin Warren (medicin 2005).
Efter 2. verdenskrig bragte et immigrationsprogram mellem 1947 og 1973 215.000 indvandrere til South Australia.
I 1960'erne og 1970'erne var South Australia den mest progressive delstat i Australien og var først med flere nye love. I 1966 forbød en ny lov diskrimination på baggrund af race, hudfarve eller oprindelsesland og i 1975 blev det forbudt at diskriminere efter køn, ægteskabsstatus eller seksualitet. I 1975 blev homoseksualitet afkriminaliseret og i 1976 blev voldtægt i ægteskabet en forbrydelse.
I 1976 fik de aboriginske folk Pitjantjatjara og Yankunytjatjara rettighederne til 100.000 km2 land. Samme år udnævnte South Australia den første aboriginske guvernør i Australien, da Sir Douglas Nicholls blev guvernør i South Australia.
I 1987 påbegyndte man udvinding af kobber, guld og sølv fra Olympic Dam-minen 550 kilometer nord-nordvest for Adelaide. Olympic Dam har også verdens største kendte reserver af uran.

## Geografi
South Australia udgør den sydlige, centrale del af det australske kontinent. South Australia grænser mod vest til Western Australia, mod nord til Northern Territory, mod nordøst til Queensland og mod øst til New South Wales og Victoria. Mod syd grænser South Australia til havet, hvoraf den vestlige del er Great Australian Bight. På australske kort vil havet mod syd oftest være benævnt Southern Ocean (det Sydlige Ishav), men international konsensus definerer det Sydlige Ishav som værende havet fra Antarktis til breddegraden 60°S eller 55°S, som er mindst 17 grader sydligere end det sydligste punkt i South Australia. Officielt er havet derfor det Indiske Ocean.
De nordlige og vestlige dele af delstaten er meget tørre. Den sydvestlige del af South Australia udgøres af den tyndt befolkede slette Nullarbor Plain, som ligger bag klipperne ved den store bugt Great Australian Bight. Den centrale del af South Australia domineres af saltsøer som Lake Eyre og Lake Torrens, der normalt er udtørrede. Dette tørre område er tyndt befolket med mange store kvægfarme, nationalparker og aboriginsk land. De eneste større veje i disse områder er Stuart Highway nord for Port Augusta til Northern Territory, Eyre Highway tværs over Nullarbor Plain til Western Australia og Barrier Highway mod øst til Broken Hill i New South Wales. Der er også jernbanelinjer til de samme steder. Trans-Australian Railway går øst og vest og Adelaide–Darwin Railway går mod nord.
Kystlinjen langs Great Australian Bight inklusive den vestlige side af Eyre Peninsula er klippefyldt. Der er færre klipper mod øst, hvor kystlinjen domineres af Spencer Gulf og Gulf St Vincent (adskilt af Yorke Peninsula), Fleurieu Peninsula, Encounter Bay og The Coorong. Øst for Gulf St Vincent ligger der tempererede græsområder.
Det højeste punkt i South Australia er Ngarutjaranya (1.435 meter) i Musgrave Ranges i den nordvestlige del af delstaten. De vigtigste bjergkæder er Mount Lofty Ranges og Flinders Ranges, som strækker sig 800 kilometer fra Fleurieu Peninsula langs østsiden af både Gulf St Vincent og Spencer Gulf. Halvdelen af delstaten er mindre end 150 meter over havets overflade.
Det tørre nord adskilles fra det mere frugtbare sydøst af Goyder's Line, som første gang blev beskrevet i 1860'erne, og som har vist sig at være bemærkelsesværdig præcis grænse for, hvor der er grundlag for bæredygtigt landbrug. Tre ørkener ligger inden for South Australias grænser: Great Victoria Desert, Strzelecki Desert og Sturt Stony Desert.
Øst for Mount Lofty Ranges flyder Murray River mod vest fra New South Wales og Victoria og derefter mod syd langs bjergkæden. Murray River er den eneste store, permanente flod i South Australia.
South Australias vigtigste eksportvarer er hvede, vin og uld. Mere end halvdelen af Australiens vin produceres i South Australia. De vigtigste vinregioner er Barossa Valley, Clare Valley, McLaren Vale, Coonawarra, Riverland og Adelaide Hills.
- Tørt land ved Flinders Ranges
- Den klippefyldte kystlinje ved Second Valley på halvøen Fleurieu Peninsula

### Klima
Den sydlige del af Southern Australia har middelhavsklima, medens resten af delstaten har ørken eller steppe efter Köppens klimaklassifikation. South Australia har en gennemsnitstemperatur, der svinger mellem 29 °C i januar og 15 °C i juli. Den højeste temperatur, der er målt i South Australia, er 50,7 °C i 2. januar 1960. Det er også officielt den højeste temperatur målt i Australien. Den laveste temperatur målt var -8,2 °C ved Yongala 20. juli 1976. .
| Vejr for South Australia     | Vejr for South Australia | Vejr for South Australia | Vejr for South Australia | Vejr for South Australia | Vejr for South Australia | Vejr for South Australia | Vejr for South Australia | Vejr for South Australia | Vejr for South Australia | Vejr for South Australia | Vejr for South Australia | Vejr for South Australia | Vejr for South Australia |
|                              | Jan                      | Feb                      | Mar                      | Apr                      | Maj                      | Jun                      | Jul                      | Aug                      | Sep                      | Okt                      | Nov                      | Dec                      | År                       |
| ---------------------------- | ------------------------ | ------------------------ | ------------------------ | ------------------------ | ------------------------ | ------------------------ | ------------------------ | ------------------------ | ------------------------ | ------------------------ | ------------------------ | ------------------------ | ------------------------ |
| Højest målte °C              | 50,7                     | 48,2                     | 46,5                     | 42,1                     | 36,5                     | 34                       | 34,2                     | 36,5                     | 41,5                     | 45,4                     | 47,9                     | 49,9                     | 50,7                     |
| Lavest målte °C              | 0,2                      | 0,8                      | −2,2                     | −3,5                     | −6,6                     | −8,1                     | −8,2                     | −6,6                     | −4,5                     | −4,4                     | −2,4                     | −0,5                     | −8,2                     |
| Kilde: Bureau of Meteorology |                          |                          |                          |                          |                          |                          |                          |                          |                          |                          |                          |                          |                          |

## Demografi
| Fødested     | Indbyggere |
| ------------ | ---------- |
| Australien   | 1.273.356  |
| England      | 95.248     |
| Indien       | 44.881     |
| Kina         | 25.709     |
| Vietnam      | 17.033     |
| Italien      | 16.653     |
| Filippinerne | 15.503     |
| New Zealand  | 13.461     |
| Skotland     | 11.470     |
| Tyskland     | 9.489      |
| Malaysia     | 9.099      |
| Afghanistan  | 8.214      |
| South Africa | 8.212      |
| Grækenland   | 8.145      |

I december 2022 havde South Australia 1.834.300 indbyggere. Flertallet bor i Adelaides metropolområde, som havde 1.333.927 indbyggere i juni 2017. Derudover er der kun mindre byer som Mount Gambier (30.441), Victor Harbor (16.437), Whyalla (21.799), Murray Bridge (19.067), Port Lincoln (16.920), Port Pirie (14.214) og Port Augusta (14.130).

### Oprindelse og indvandring
Ved folketællingen i 2016, var de oftest nævnte oprindelser:
- Engelsk (40,5%)
- Australsk (35,5%)[N 2]
- Skotsk (8,9%)
- Irsk (8,5%)
- Tysk (8,2%)
- Italiensk (6,1%)
- Kinesisk (3,3%)
- Græsk (2,4%)
- Indisk (2,1%)
- Indfødt (2%)[N 3]
- Hollandsk (1,7%)
- Vietnamesisk (1,3%)
- Polsk (1,2%)
- Filippinsk (1%)

Ved folketællingen i 2021 var 28,9 % af befolkningen født uden for Australien. Flest indvandrere kom fra England (5,3%), Indien (2,5%), Kina (1,4 %), Vietnam (1,0 %) og Italien (0,9 %).
2,4 % af befolkningen, 42.562 mennesker, identificerede sig som indfødte australiere i 2021.

### Sprog
Ved folketællingen i 2021, talte 77,6 % af befolkningen kun engelsk hjemme. Andre sprog som hyppigt blev talt hjemme var mandarin (1,8 %), italiensk (1,3 %), græsk (1,2 %), vietnamesisk (1,2 %) og punjabi (1,1 %).

### Religion
Ved folketællingen i 2021 svarede 45,3 %, mod landsgennemsnittet på 38,4 %, at de ikke havde nogen religion - en stor stigning siden 2016, vor tallet var 35,4 %. Derudover tilhørte flest den romerskkatolske kirke (15,5 %), den anglikanske kirke (7,2 %) og den australske, kristne Uniting Church (4,8 %).
South Australia var den første australske koloni, som ikke havde nogen officiel statsreligion. Derfor var kolonien attraktiv for mennesker, der havde oplevet religiøs diskrimination, heriblandt metodister og unitarister. South Australia fik også tusindvis af gammellutheranske indvandrere fra Preussen, som grundlagde deres egen form for lutheranisme i delstaten. South Australia var også den første delstat, som fik en muslimsk moské.
Selv om kolonien var tolerant over for alle religioner, var de fleste af de første kolonister kristne. Især i Adelaide var kristne menigheder meget aktive, og de ældste tilbageblevne bygninger i byen er kirker. Adelaide har været kendt som "the City of Churches" (kirkernes by) i hvert fald siden 1872.

## Økonomi
I april 2023 var der 941.100 (sæsonkorrigeret tal) beskæftigede i South Australia. Arbejdsløsheden var 4,3 %, hvilket var det højeste i Australien og et stykke over landsgennemsnittet på 3,7 %. Arbejdsløsheden har dog været støt faldende siden 1990'erne, hvor den lå omkring 10 % .  Flest er beskæftiget inden for sundheds- og socialsektoren (14,8 %), detailhandel (10,7 %), uddannelse (8,6 %), industri (8 %) og byggeri (7,6 %). South Australias økonomi er i højere grad afhængig af eksport end de andre delstater i Australien.
South Australias kreditvurdering blev opgraderet til AAA, den højeste kreditvurdering, hos Standard & Poor's i september 2004 og til AAA hos Moody's i november 2004. Delstaten havde tidligere mistet denne kreditvurdering efter et bankkrak i 1991. I 2012 nedgraderede Standard & Poor's delstatens kreditvurdering til AA+ på grund af faldende indtægter, stigende omkostninger og dårlige budgetudsigter.
I 2019-20 faldt South Australias bruttonationalprodukt med 1,4 % mod 0,3 % for hele Australien). South Australia kom hurtigere ud af COVID-19-recessionen end de andre australske delstater, og økonomien voksede med 3,9 % i finansåret 2020–21. Det var første gang siden Australian Bureau of Statistics begyndte indsamling af data i 1990, at South Australia havde en højere vækst end de andre delstater. Væksten skyldtes især landbrugssektoren, som voksede med 24 % efter afslutningen af en lang tørkeperiode.

### Landbrug
Hvede, byg, havre, rug, ærter, bønner, kikærter, linser og raps dyrkes i South Australia.
Æbler, pærer, kirsebær og jordbær dyrkes i Adelaide Hills. Tomater, paprika, agurker, kål, salat og gulerødder dyrkes i Northern Adelaide Plains. Mandler, citrus og stenfrugter dyrkes i Riverland. Kartofler, løg og gulerødder dyrkes i Murray Mallee-regionen. Kartofler dyrkes også på Kangaroo Island.
South Australia producerer mere end halvdelen af den australske vin og næsten 80 % af de bedste vine.

### Energi
South Australia har siden 2005 været Australiens førende delstat, når det kommer til udbygning af vedvarende energi. I 2021-22 stammede over 70 % af elproduktionen fra vedvarende energikilder (mere en 44 % fra vindmøller og mere end 24 % fra solceller). South Australia har 5 storskala-batterier, hvoraf det mest kendte er Hornsdale Power Reserve, som var verdens største, da det blev bygget i 2017.

### Minedrift
Minen Olympic Dam nær Roxby Downs i den nordlige del af South Australia har verdens største reserver af uran og mere end en tredjedel af de reserver, der kan udvindes ved lave omkostninger i hele verden og 70 % af Australiens. Minen, som ejes og drives af BHP Biliton, står i dag for udvindingen af 9% verdens uranproduktion. Olympic Dam har også verdens fjerdestørste kobberreserver og de femtestørste guldreserver. Der har været forslag om en betydelig udvidelse af minen, der ville have gjort den til verdens største åbne mine, men i 2012 blev de stoppet af BHP Billiton, som ikke forventede, at råvarepriserne ville være høje nok til, at gøre projektet rentabelt.
I byen Coober Pedy udvindes der mere opal end noget andet sted i verden. Opal blev først fundet i området i 1915, og opalfeber lokkede mange indvandrere til stedet fra det sydlige og østlige Europa efter 2. verdenskrig.

### Uddannelse og forskning
Videregående uddannelse og forskning i Adelaide er en vigtig del af South Australias økonomi. Regeringen i South Australia såvel som flere uddannelsesinstitutioner har prøvet at positionere Adelaide som Australiens uddannelsescentrum og markedsført byen som en Learning City. Antallet af udenlandske studerende i Adelaide er steget hurtigt i de senere år og i 2015 var der mere end 30.000. Udenlandske institutioner er også blevet lokket til at oprette afdelinger i Adelaide. Adelaide er fødested for tre nobelprismodtagere, flere end nogen anden australsk by: fysikeren William Lawrence Bragg og patologerne Howard Florey og Robin Warren, som alle har gået på St Peter's College og University of Adelaide.
Adelaide har flere universiteter og forskningsinstitutioner. Royal Institution of Australia blev grundlagt i 2009 som et modsvar til det 200 år gamle Royal Institution i Storbritannien.

## Administration
South Australia er et konstitutionelt monarki med kong Charles 3. som statsoverhoved. Hans repræsentant er guvernøren af South Australia. South Australia er en delstat i den Australske Føderation. South Australia har et tokammersystem med et underhus kendt som House of Assembly og et overhus kendt som Legislative Council. Der afholdes valg hvert 4. år, senest i 2022.
Oprindeligt havde guvernøren i South Australia al magten i kolonien og stod kun til ansvar for det britiske Colonial Office (koloniministeriet). I 1843 blev der oprettet et råd, Legislative Council, som skulle rådgive guvernøren. Det bestod af tre repræsentanter for den britiske regering og fire kolonister udnævnt af guvernøren. Guvernøren beholdt dog stadig sin magt.
I 1851 vedtog det britiske parlament Australian Colonies Government Act, som åbnede for valg til den rådgivende forsamling, samt muligheden for at lave et udkast til en forfatning. Senere samme år fik mandlige ejendomsbesiddere stemmeret til den 16 pladser i Legislative Council. Guvernøren udnævnte de sidste 8 pladser i rådet.
Rådets vigtigste opgave var at udarbejde en ny forfatning for South Australia. Den nye forfatning blev den mest demokratiske i det Britiske Imperium og gav stemmeret til alle mænd. Den oprettede et parlament med et tokammersystem. For første gang i koloniens historie blev kolonien styret af folkevalgte. Kolonien brugte Westminster-modellen, hvor regeringsmagten går til det parti eller den koalition, der har flertallet  i underhuset, House of Assembly. Overhuset - Legislative Council - forblev et overvejende konservativt kammer valgt af ejendomsbesiddere.
Valgret for kvinder blev indført i 1895 og blev første gang brugt i valget til underhuset i 1896. South Australia var den første stat i Australien og kun den anden i verden efter New Zealand, som gav kvinder valgret, og den første i verden, som tillod kvinder at stille op. I 1897 blev Catherine Helen Spence den første kvinde i Australien, som stillede op til en politisk post, da hun blev nomineret som en South Australias delegerede til det føderale konven. South Australia blev en delstat i den Australske Føderation 1. januar 1901.
Selv om der var almindelig valgret til underhuset, forblev overhuset, Legislative Council, et eksklusivt domæne for ejendomsbesiddere indtil, det lykkede Don Dunstas Labor-regering at reformere kammeret i 1973. Kravet om at være ejendomsbesidder blev fjernet og overhusets medlemmer blev herefter valgt med proportional repræsentation i en enkelt valgkreds, der dækker hele delstaten. Siden valget i 1975 har intet parti haft flertallet i overhuset, da flere mindre partier og uafhængige også har været valgt ind.

### Lokalregeringer
South Australia er ligesom de andre australske delstater opdelt i lokalregeringsområder. Deres rolle er defineret i Constitution Act 1934 (SA), Local Government Act 1999 (SA) og Local Government (Elections) Act 1999 (SA). South Australia har 68 'councils' og 6 aboriginske eller outback 'communities'. De 68 'councils' dækker områder med bymæssig beboelse, primært i den sydøstlige del af South Australia. Resten af delstaten dækkes af de 6 geografisk meget store 'communities'. Der er valg hvert 4. år til lokalregeringsrådene, som er ansvarlige for lokale veje, vandafledning, affaldshåndtering, planlægning og udvikling, brandforebyggelse og sikkerhedsstyring, kontrol med hunde og katte, parkering,  folkesundhed og fødevareinspektion og andre ydelser til lokalsamfundet. Lokalregeringerne har beføjelser til selv at opkræve penge til deres aktiviteter. Det sker typisk med "council rates", en skat baseret på ejendomsvurderinger. Denne skat udgør omkring 70 % af lokalregeringernes indtægter, men udgør mindre end 4% af alle australske skatter.

## Uddannelse

### Grundskoler og sekundære uddannelser
Siden 1. januar 2009 har der været tvungen skolegang for alle, med mindre de arbejdede eller modtog anden oplæring, indtil de fyldte 17 år (tidligere havde det været 15 og senere 16 år). De fleste elever bliver til de modtager deres eksamensbevis South Australian Certificate of Education (SACE). 
Skoleuddannelse hører direkte under delstatsregeringen, som står for 89% af den offentlige finansiering af såvel offentlige som private skoler. Pengene tildeles efter antal elever. Den føderale regering bidrager med de sidste 11%. 
Skoleåret i South Australia starter i januar og slutter midt i december. Skoleåret er delt op i fire 'terms' (perioder). Skoler er lukket på South Australias helligdage.

### Videregående uddannelse
Der er tre offentlige og fire private universiteter i South Australia. De tre offentlige universiteter er University of Adelaide (grundlagt 1874 og det tredjeældste i Australien), Flinders University (grundlagt 1966) og University of South Australia (grundlagt 1991). De fire private universiteter er Torrens University Australia (grundlagt 2013), Carnegie Mellon University - Australia (grundlagt 2006), University College Londons School of Energy and Resources (Australia) og Cranfield University. Alle har deres hovedcampus i Adelaides metropolområde.
University of Adelaide er en del af Group of Eight, en sammenslutning af Australiens otte ledende forskningsuniversiteter. I 2022 blev det af Times Higher Education World University Rankings rangeret som et af verdens 100 bedste universiteter. Det tillod i 1881 optagelse af kvindelige studerende som det første universitet i Australien. I 2018 annoncerede University of Adelaide og University of South Australia planer om en sammenlægning. Planerne blev dog skrinlagt, til dels på grund af uenigheder om universitetets ny navn, og hvem der skulle være den nye rektor.

#### Faguddannelser
Der er en lang række udbydere af faguddannelser, såvel offentlige, private og arbejdsgiverorganisationer.
Den største offentlige udbyder er TAFE South Australia, som har skoler over hele delstaten, mange i landområderne for at nå så stor en del af befolkningen som mulig. I South Australia er TAFE finansieret af delstatsregeringen og ligger under Department of Further Education, Employment, Science and Technology (DFEEST). Hver TAFE SA skole har sit eget udvalg af faguddannelser og kurser.

## Kultur
South Australia har været kendt i Australien som "Festival State" i mange år på grund de mange festivaler med kunst og gastronomi. Kunstscenen er i høj grad koncentreret i Adelaide, men delstaten har aktivt støttet regional kunst siden 1990'erne. Et eksempel herpå er oprettelsen af Country Arts SA, som siden 1992 har arrangeret optrædener og udstillinger med kunst uden for Adelaide.

## Sport

### Australsk fodbold
Australsk fodbold er den mest populære tilskuersport i South Australia. I 2006 havde 31 % af indbyggerne overværet en kamp inden for de sidste 12 måneder, hvilket var det højeste i hele Australien. South Australia har to klubber i Australian Football League (AFL): Adelaide Football Club og Port Adelaide Football Club. De to hold er ærkerivaler og deres indbyrdes opgør bliver kaldt Showdown. Det traditionelle spillested for australsk fodbold i South Australia var Football Park i den vestlige forstad West Lakes, som var hjemmebane for begge klubber indtil 2013. Siden 2014 har begge klubber spillet deres kampe i Adelaide Oval nær centrum.
South Australian National Football League (SANFL) var den bedste liga i delstaten før Australian Football League. Det er en liga med ti hold: Sturt, Port Adelaide, Adelaide, West Adelaide, South Adelaide, North Adelaide, Norwood, Woodville/West Torrens, Glenelg og Central District.
Adelaide Footy League har 68 medlemsklubber, som spiller mere end 110 kampe om ugen i 10 seniorrækker og 3 juniorrækker. Det er et af Australiens største og stærkeste forbund inden for australsk fodbold.

### Cricket
Cricket er den mest populære sommersport i South Australia med store tilskuertal. South Australia har et professionelt crickethold, West End Redbacks, som repræsenterer delstaten i turneringer mod de andre delstater. De spiller i Adelaide Oval i Adelaide Park Lands. Mange cricketlandskampe er blevet spillet i Adelaide Oval, og Adelaide var en af værtsbyerne til verdensmesterskabet i 2015. I mange år var den også vært for Australia Day One Day International. Adelaide Strikers er et professionelt hold, som deltager i Twenty20 cricket-turneringen Big Bash League.

### Fodbold
Adelaide United spiller i Australiens bedste række hos mændene, A-League, og hos kvinderne, W-League. Klubbens hjemmebane er Hindmarsh Stadium (Coopers Stadium), men den spiller også nogen gange i Adelaide Oval.
Klubben blev grundlagt i 2003 og blev mestre i A-League i 2015-16. Klubben vandt grundspillet i 2005–06 og var finalister i sæsonerne 2006–07 og 2008–09.

### Basketball
Basketball er også populært i South Australia. Adelaide 36ers spiller i Adelaide Entertainment Centre. Holdet har vundet fire mesterskaber (det seneste i 2002) i Australiens bedste række National Basketball League. 
Mount Gambier har også et nationalt basketballhold, Mount Gambier Pioneers, der spiller i den halvprofessionelle liga NBL1 South.

### Motorsport
Australiens største løbsserie indenfor motorsport, Supercars Championship, har haft en afdeling i South Australia hvert år siden 1999. Afdelingen kaldes Adelaide 500 og afvikles på Adelaide Street Circuit, som er en midlertidig bane anlagt i gader og parkområder øst for Adelaides centrum. Tilskuertallet i  2010 var 277.800. En tidligere udgave af Adelaide Street Circuit blev brugt til afviklingen af Formel 1-løbet Australian Grand Prix fra 1985 til 1995.
Mallala Motor Sport Park er en permanent motorbane nær Mallala, 58 km nord for Adelaide. Banen bruges hele året til motorsport på delstats- og nationalt niveau.
The Bend Motorsport Park er en anden motorbane, som ligger uden for Tailem Bend.

### Andre sportsgrene
63 af alle børn i South Australia deltog i organiseret sport i 2002–2003.
ATP Adelaide var en tennisturnering, som blev afholdt fra 1972 til 2008, hvorefter den flyttede til Brisbane. Siden 2020 er den nye turnering Adelaide International, som er en del af både WTA og ATP, blevet afviklet som en del af Australian Open Series.
Royal Adelaide Golf Club har været vært for Australian Open ni gange, senest i 1998.
Cykelløbet Tour Down Under har været afviklet i South Australia siden 1999.